# Vieille pharmacie à Krupanj
La vieille pharmacie à Krupanj (en serbe cyrillique : Стара апотека у Крупњу ; en serbe latin : Stara apoteka u Krupnju) se trouve à Krupanj, dans le district de Mačva, en Serbie. Elle est inscrite sur la liste des monuments culturels protégés de la République de Serbie (identifiant no SK 2193),,.

## Présentation

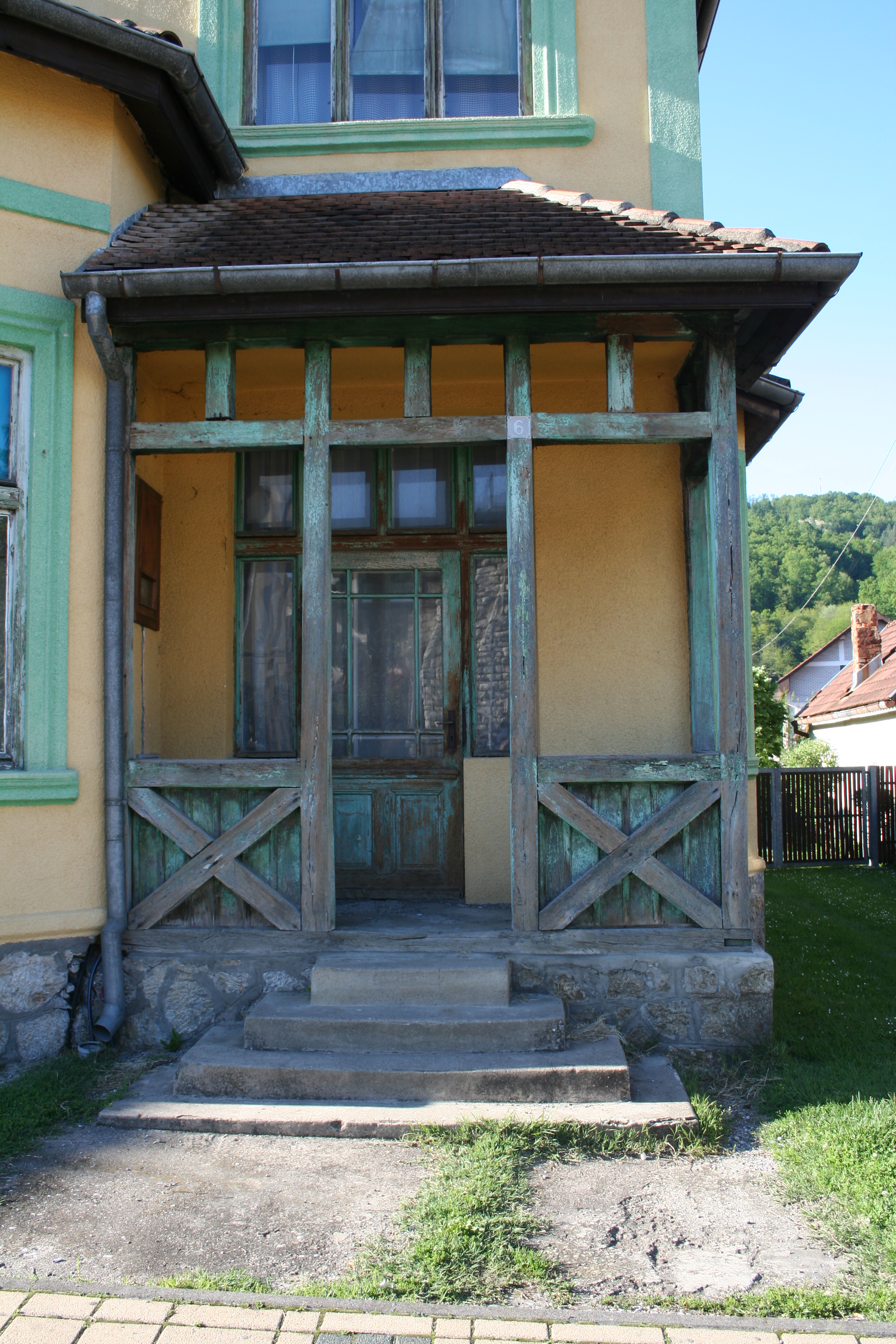
Détail du porche.

Le bâtiment, de petites dimensions, est situé 6 rue Arčibalda Rajsa (ancienne rue Maršala Tita), près de la route qui conduit à l'église commémorative de l'Ascension. Il a été construit pour servir de villa à Aca et Pera Despić de Vienne, qui louaient les mines de Krupanj. Il est resté le seul édifice intact de la ville au moment de l'incendie du 21 octobre 1941. Après la Seconde Guerre mondiale, le bâtiment est devenu une pharmacie puis une bibliothèque avant de redevenir un immeuble résidentiel.
La maison, construite dans un style « allemand » (avec une combinaison de briques et de poutres en bois), est constituée d'un rez-de-chaussée plus large que l'étage ; le rez-de-chaussée est doté d'un petit porche.